# 航空連合 (労働組合)
航空連合（こうくうれんごう、英語：Japan Federation of Aviation Industry Unions）は、日本の航空産業最大の産業別労働組合である。
日本労働組合総連合会（連合）、全日本交通運輸産業労働組合協議会（交運労協）、国際運輸労連（ITF）に加盟している。

## 概要
航空会社とその関連産業の労働組合で組織されている。
連合加盟の航空同盟と純中立の全日空グループ労組連絡会が1999年10月に統合して発足。

## 加盟組合
加盟組合は、航空部門6組合、空港関連部門35組織（40組合）、サービス・一般部門10組合となっており、51組織（56組合）で構成している。また、2組合がオブザーバー加盟している。

### 航空部門
- ANA労働組合
- JAL労働組合
- ユニオン エア・ドゥ
- 日本トランスオーシャン航空労働組合
- ANAウイングス労働組合
- 琉球エアーコミューター労働組合
- スターフライヤーユニオン

### 空港関連部門
- JALグランドサービスグループ労働組合連合会
  - JALグランドサービス東京労働組合
  - JALグランドサービス労働組合
  - Kグランドサービス労働組合
  - JALグランドサービス大阪労働組合
  - JALグランドサービス札幌労働組合
  - JALグランドサービス九州労働組合
- JALエンジニアリング労働組合
- ANAエアポートハンドリング労働組合
- ANAエアサービス東京労働組合
- ジャムコ労働組合
- ANA関西空港労働組合
- ANA中部空港労働組合
- ANA大阪空港労働組合
- ANA新千歳空港労働組合
- ANA福岡空港労働組合
- NTAS労働組合
- ANAケータリングサービス労働組合
- ANAロジスティクサービス労働組合
- ANAエアフレームテクニクス労働組合
- 中部スカイサポート労働組合
- ANAフライトラインテクニクス労働組合
- ANAテクノアビエーション労働組合
- 全日空整備労働組合
- 大洋メンテナス労働組合
- 那覇空港グランドサービス労働組合
- ANAコンポーネントテクニクス労働組合
- 那覇空港ビルディング労働組合
- JTAサザンスカイサービス労働組合
- 日航関西エアカーゴ・システム労働組合
- ANA沖縄空港株式会社
- ANAエンジンテクニクス労働組合
- ANAエアサービス松山労働組合
- JALエアテック民主労働組合
- 全日空モーターサービス労働組合
- 沖縄日通エアカーゴサービス労働組合
- 沖縄エアポートサービス労働組合
- 下地島空港施設労働組合
- TFK民主労働組合
- 大栄空輸労働組合

### サービス・一般部門
- ANAセールス労働組合
- ジャルパック労働組合
- JALセールス労働組合
- JALUX UNION
- ホテルアリビラ労働組合
- ホテル日航那覇労働組合
- 成田日航ホテル労働組合
- ホテル日航八重山労働組合
- JAL JTAセールス労働組合
- JTAインフォコム労働組合

### オブザーバー加盟
- 日本貨物航空労働組合
- 宮古島東急リゾート労働組合